# Пехлевани
Пехлевани́ (южноку́рдский; курд. زەرەوایە کوردیا خوارین, лат: Zaravayê Kurdîya Xwarîn) — третий по численности носителей из диалектов курдского языка, распространенный в западном Иране и северо-восточном Ираке. Число говорящих на нем и его различных вариациях составляет около 2,6 миллионов.  
Объединяет в себе тридцать семь племенных и региональных разновидностей. Является взаимопонятным с соседним лаки, классифицируемым лингвистами в силу своей эргативности зачастую как отдельный от пехлевани диалект.  

## Этимология
Пехлевани — собирательное наименование взаимопонятных языковых разновидностей южнокурдского ареала. Происходит от индоиранск. *parśṷ(a)- букв. «бокастый», то есть «крепкого телосложения», «богатырский»: Pehlewanî > Pahlavî > Paθrav > Parθava > *parśavā > *parśṷ(a)-. Самими носителями данный термин не используется, также как и наименование «южнокурдский», введенный лишь в недавнее время западными лингвистами с отсылкой на ареал распространения диалекта. 
Носители южнокурдского называют свой язык просто Kurdî («курдский»). Для обозначения конкретного говора используется наименование города, деревни или племени. 

## Лингвогеография
Область распространения южнокурдского являются главным образом провинции Керманшах и Илам, а также часть восточного Ирака; в Багдаде, провинции Васит и Дияла, в Мандали, Ханакине и на границах с Ираном. Некоторые общины племени Фейли существуют и в крупном городе Киркук. В Ираке, особенно во времена режима Баас, политическая ситуация была катастрофической и трагической по отношению к курдам. С 1975 года политические факторы привели к массовой миграции большинства курдов, говорящих на южнокурдском, в Иран, где они в большей степени имеют этническо-религиозные связи с приграничным населением. 
Все носители происходят из племён южнокурдского географического ареала, говорящих на взаимопонятных между собой говорах.

### Численность носителей
Число носителей южнокурдского составляет порядка 2,5 млн. чел. на 2025 год. Из них более двух проживает на западе Ирана, а остальные — в основном в приграничном Ираке.

#### Иран
| Провинция (остан) | Численность носителей | %      |
| ----------------- | --------------------- | ------ |
| Илам              | 472.000               | 76.0%  |
| Керманшах         | 1.273.000             | 64.8 % |
| Курдистан         | 161.000               | 8.1 %  |
| Хамадан           | 115.000               | 6.7 %  |
| Меркези           | 19.000                | 1.3 %  |
| Кум               | 11.000                | 0.7 %  |
| Хормозган         | 13.000                | 0.7 %  |
| Фарс              | 6.000                 | 0.1 %  |
| Тегеран           | 45.000                | 0.3 %  |
| Всего             | 2.115.000             | 2.5 %  |

В провинции Фарс (юг Ирана) живут анклавом несколько сотен курдов, говорящих на разновидности Абдуи, вариации пехлевани.

#### Ирак
| Провинция (мухафаза) | Численность носителей | %      |
| -------------------- | --------------------- | ------ |
| Дияла                | 210.000               | 12.8 % |
| Васит                | 65.000                | 4.2 %  |
| Сулеймания           | 50.000                | 2.2 %  |
| Багдад               | 105.000               | 1.3 %  |
| Эрбиль               | 30.000                | 1.0 %  |
| Ди-Кар               | 15.000                | 0.7 %  |
| Всего                | 485.000               | 1.1 %  |

Во второй половине XX века численность курдов, говорящих на южнокурдском, оценивалось в Ираке от 80 000 до 150 000 человек. Исторически точное число в Ираке неизвестно из-за отсутствия новых и обширных данных переписи. Известно, что в 1920 году курды, говорящие на пехлевани, составляли 4,3% города Насирия на юге Ирака. Фрейя Старк (начало XX в.) ссылалась на южнокурдскую резиденцию в Ираке и упоминала их как самых красивых жителей Багдада.

### Диалектное членение
Пехлевани содержит в себе большое количество взаимопонятных разновидностей. Их выделяют, в общей сложности, тридцать семь:
- Калхори
- Файли
- Кордали
- Абдуи
- Биджари
- Корваи
- Коляи
- Билавари
- Динавари
- Саханаи
- Майани
- Бистуни
- Чихри
- Паураванди
- Кирмашани
- Санджаби
- Халесаи
- Чемчемали
- Касри-Ширини
- Сарпули-Зухави
- Харасами
- Ивани
- Аркевази
- Шехвани
- Илами
- Салихабади
- Рикаи
- Бадраи
- Меликшахи
- Мехаси
- Михрани
- Ханекини
- Мендели
- Душейхи
- Капрати
- Вармизяри
- Зурбати

### Сравнение говоров
| Диалект | «Я поел еду»      | «Я пришёл домой» |
| ------- | ----------------- | ---------------- |
| Калхори | Mi(n) nan xwardim | Mi(n) hatime mal |
| Кордали | Mi(n) no xewardim | Mi(n) yatime mal |
| Лаки    | Mi(n) nanim ward  | Mi(n) hatime mal |

## История
В Средние века южнокурдский находился под большим влиянием персидского языка. Племя калхор, говорящее на нем, упоминалось курдским историком Шараф-ханом Бидлиси в XVI в. Он условно поделил курдов на четыре группы по лингвистически-бытовому признаку: курмандж, лур, калхор и горан.